# ベルトーネ・ブリッツ
ベルトーネ・ブリッツ (Bertone Blitz) は1992年に発表されたベルトーネのコンセプトカーである。

## 概要
ブリッツは1992年のトリノオートショーで発表された電気自動車で、ベルトーネによって設計及び製造された。スチールチューブフレームのシャーシの上にグラスファイバーパネルを備える。車両重量は650kgで、そのうち260kgが鉛蓄電池による重量。

2シーターの2ドアカブリオレで、助手席は運転席の真横ではなく、やや後方に配置されている。インテリアはカーボンファイバー製。

0-100km/hは6秒。1回の充電にかかる時間は4〜6時間で、航続距離は約100km。
2台が製造され、1台目はシルバー。2台目はライムグリーンで塗装された。2台のデザインはほぼ同じだが、フロントウィンドウのすぐ下に配置されたヘッドライトが、シルバーの個体は両側に1つずつ、ライムグリーンの個体は中央に1つと異なっている。

## ギャラリー

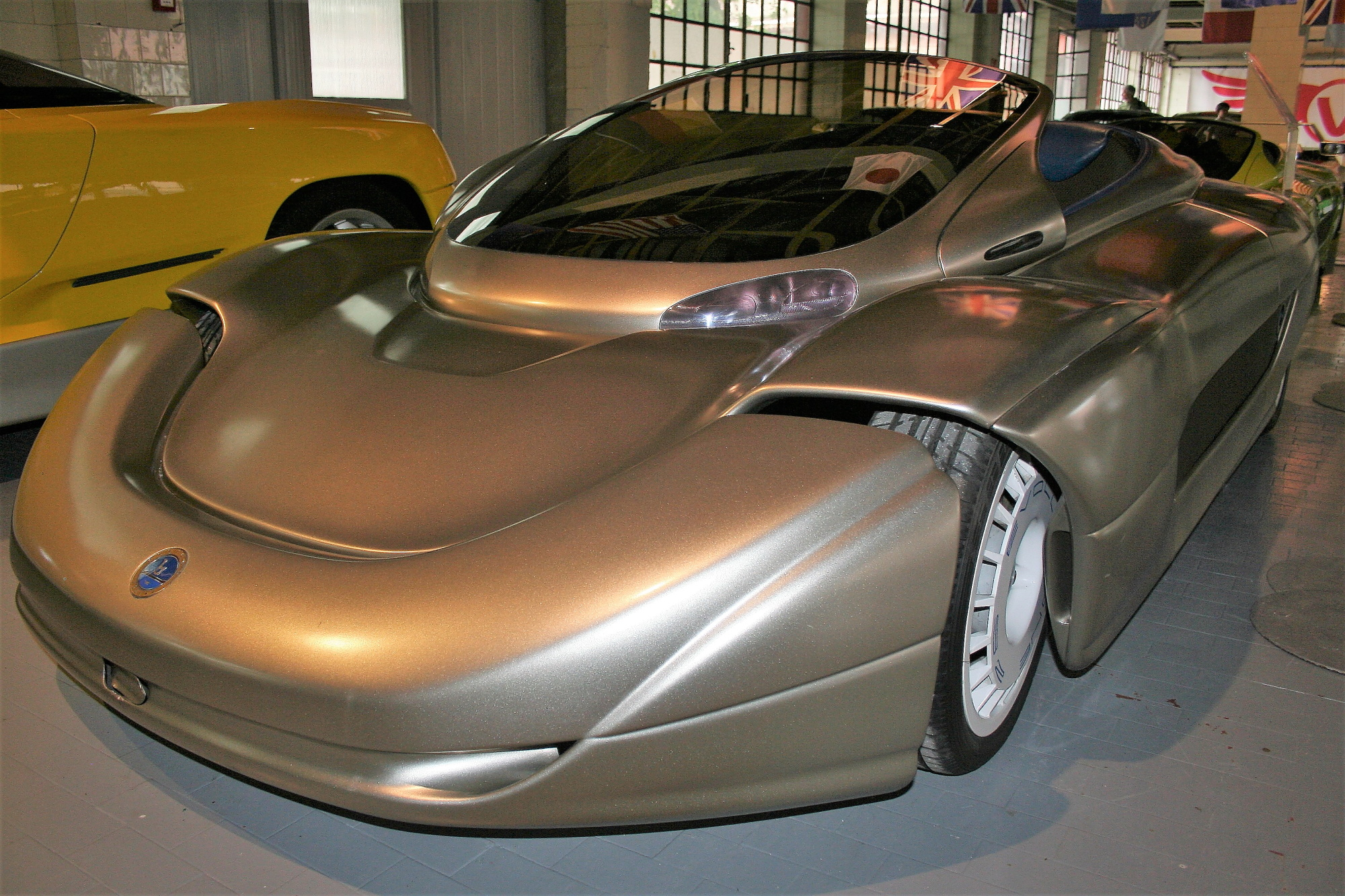
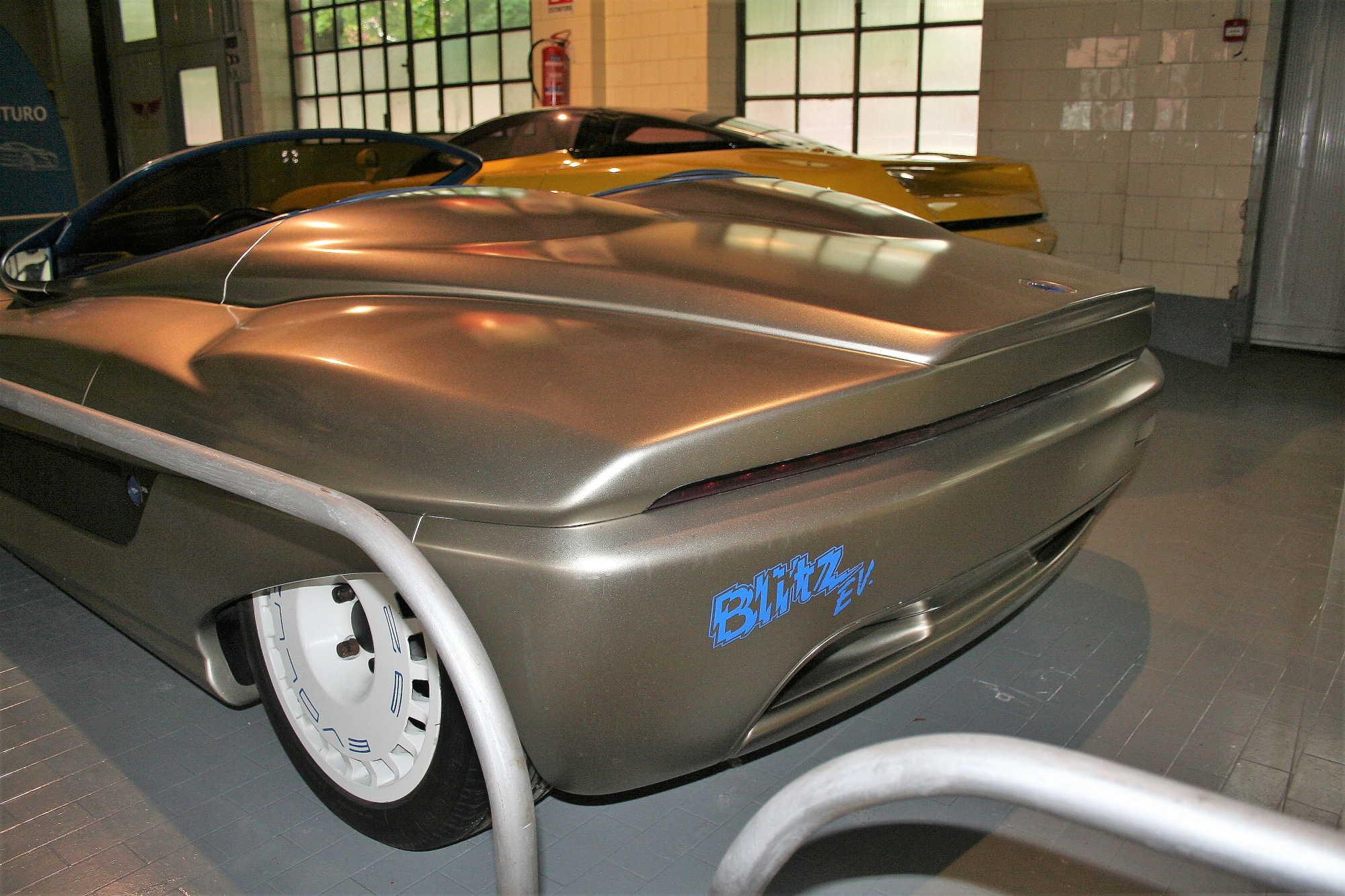
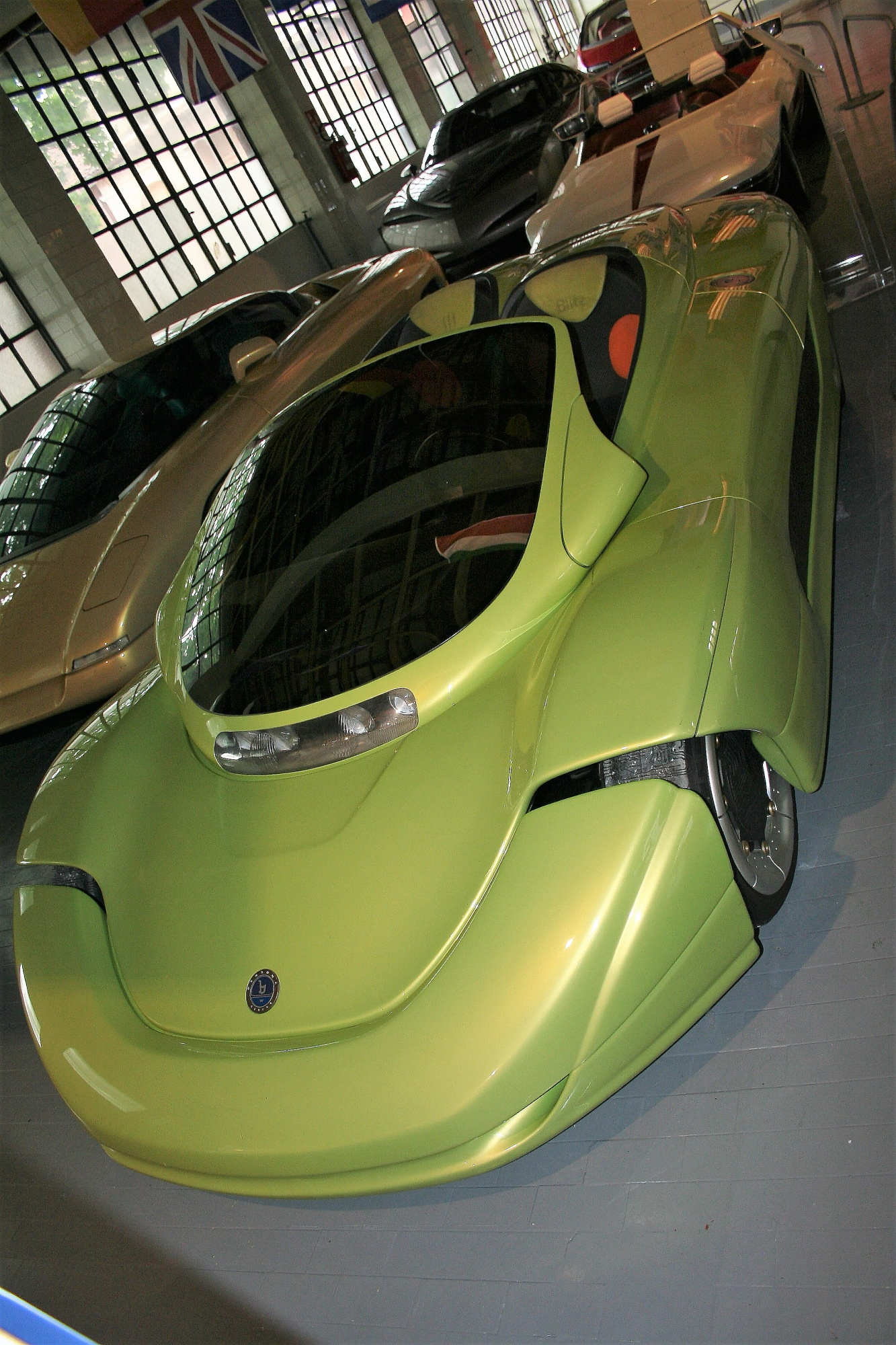
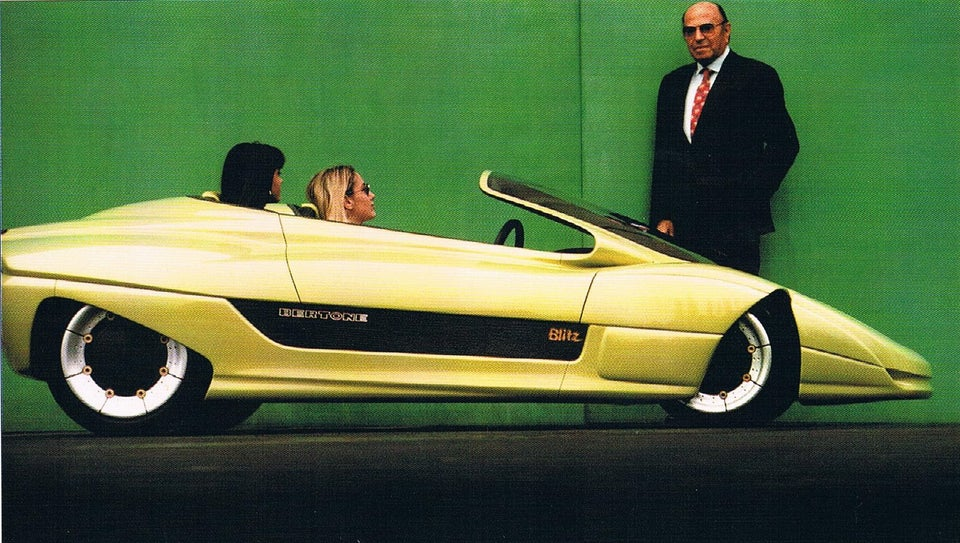

## 参照
1. ↑   https://www.carrozzieri-italiani.com/listing/bertone-blitz/
2. ↑   https://www.story-cars.com/1992-bertone-blitz
3. ↑   https://www.zwischengas.com/de/blog/2023/01/09/Der-Zeit-voraus-Bertone-Blitz.html